# Eumetula pulla
Eumetula pulla es una especie de molusco gastropoda de la familia Newtoniellidae nativa de América del Sur, donde se encuentra en las costas de Chile, Argentina y las islas Malvinas. Fue clasificado por Rodolfo Amando Philippi en 1845; originalmente llamado Cerithium pullum.

## Descripción y distribución
Tiene una longitud promedio de 7 mm de largo y 3 mm de ancho.
Esta especie se distribuye por toda la costa del archipiélago de Tierra del Fuego hasta el Río de la Plata en Argentina. También se lo encuentra presente en las islas Malvinas.
Habita a una profundidad no mayor a 270 metros.